# 13. ceremonia wręczenia Złotych Globów
13. ceremonia wręczenia Złotych Globów odbyła się 23 lutego 1956 roku.

## Laureaci i nominowani
Laureaci nagród wyróżnieni są wytłuszczeniem

### Najlepszy film dramatyczny
- Na wschód od Edenu

### Najlepszy film komediowy lub musical
- Faceci i laleczki

### Najlepsza aktorka w filmie dramatycznym
- Anna Magnani – Tatuowana róża

### Najlepsza aktorka w filmie komediowym lub musicalu
- Jean Simmons – Faceci i laleczki

### Najlepszy aktor w filmie dramatycznym
- Ernest Borgnine – Marty

### Najlepszy aktor w filmie komediowym lub musicalu
- Tom Ewell – Słomiany wdowiec

### Najlepsza aktorka drugoplanowa
- Marisa Pavan – Tatuowana róża

### Najlepszy aktor drugoplanowy
- Arthur Kennedy – Trial(inne języki)

### Najlepszy reżyser
- Joshua Logan – Piknik

### Najlepszy film zagraniczny
- Dangerous Curves
- Eyes Of Children(inne języki)
- Sons, Mothers and a General
- Stella
- Słowo

### Najlepszy kobiecy debiut
- Anita Ekberg
- Victoria Shaw(inne języki)
- Dana Wynter

### Najlepszy męski debiut
- Ray Danton
- Russ Tamblyn

### Film promujący międzynarodowe zrozumienie
- Miłość jest wspaniała

### Nagroda Henrietty
- Marlon Brando
- Grace Kelly

### Nagroda im. Cecila B. DeMille’a
- Jack L. Warner

### Nagroda Specjalna
- James Dean

### Nagroda Hollywood
- Esther Williams

### Najlepszy film plenerowy
- Wichita(inne języki)

### Najlepsze osiągnięcie telewizyjne
- Desi Arnaz
- Dinah Shore